# Jean Seignemartin
Jean Seignemartin (n. 17 aprilie 1848, Lyon, Franța – d. 29 noiembrie 1875, Alger, Algeria franceză, Franța) a fost un pictor francez reperzentant al Școlii din Lyon.

## Biografie

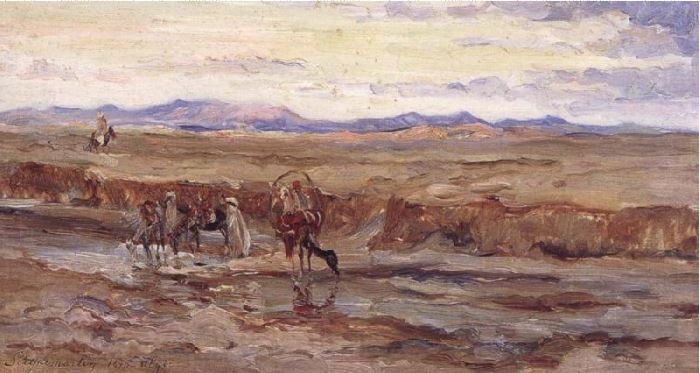
Iarnă în sudul Algeriei

Tatăl lui era țesător. Dovedind că are talent artistic, în 1860 a fost înscris la École nationale des beaux-arts din Lyon,  unde a studiat cu Michel Philibert Genod⁠(d) și Joseph Guichard⁠(d). A absolvit în 1865 cu „Laurier d’or” și a împărțit un studio cu prietenul său, François Vernay.
În 1870, la începutul războiului franco-prusac  a fost recrutat și repartizat la o unitate de pontonieri din Paris. Aceasta a însemnat că se afla aproape constant în apă (chiar și în timpul iernii), ceea ce a dus la infecții care s-au dezvoltat în tuberculoză.
După întoarcerea sa, a contribuit la decorarea Abației Frigolet sub conducerea lui Antoine Sublet⁠(d). Mai târziu, s-a stabilit în propriul său studio din Lyon, unde a atras patroni de seamă precum Dr. Raymond Tripier⁠(d) și bancherul R. Stengelin, tatăl pictorului Alphonse Stengelin⁠(d).
În 1874, a plecat în Algeria, însoțit de doctorul Tripier. Acolo l-a cunoscut pe Albert Lebourg⁠(d),  profesor la École supérieure des beaux-arts d'Alger, care a avut o influență majoră asupra stilului său. În primăvara anului următor, s-a întors la Lyon, dar a revenit în Algeria la scurt timp după sfatul medicilor săi. A murit în acea iarnă. A fost nevoie de câteva săptămâni pentru a aranja transportul trupului său, find înmormântat la Cimitirul din Loyasse.  Câteva donații publice au permis împodobirea mormântului cu un bust de bronz realizat de Étienne Pagny.
A pictat portrete, scene de gen și natură statică cu flori, dar picturile sale din Algeria sunt cele mai cunoscute lucrări ale sale. O stradă din arondismentul 8 din Lyon poartă numele lui.

## Referințe

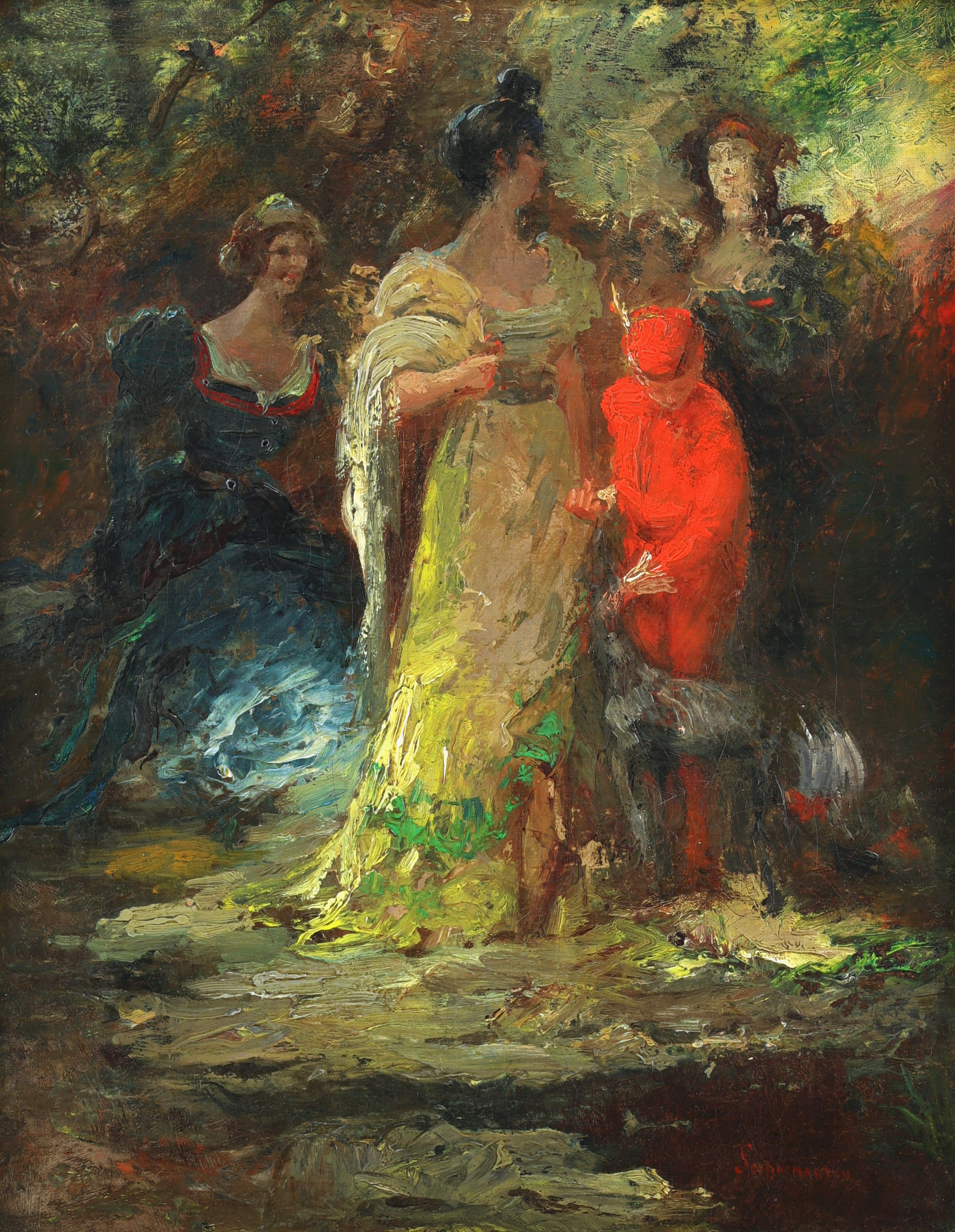
Elegante într-un parc